# Francisco Mariano de Viveiros Sobrinho
Francisco Mariano de Viveiros Sobrinho, primeiro e único barão de São Bento (Alcântara, 12 de janeiro de 1819 — Alcântara, 10 de janeiro de 1860) foi um proprietário rural, político e nobre brasileiro.

## Biografia
Filho do senador Jerônimo José Viveiros e de Ana Rosa Mendes, casou-se com Mariana Francisca Correia de Sousa.
Realizou os estudos básicos em Alcântara e cursos preparatórios em São Luís. Estudou Matemática na Universidade de Coimbra, graduando-se em 1839.
Ingressou na carreira política como deputado provincial pelo Maranhão, na legislatura de 1842.
Foi deputado da Assembleia Geral do Império pela província do Maranhão na 10.ª legislatura (1857-1860) e chefe do Partido Conservador.
Agraciado barão em 2 de julho de 1853 e Cavaleiro da Casa Imperial em 1855.
Com o falecimento do pai em 1857, concorreu à listra tríplice da vaga em aberto de senador, figurando como o segundo mais votado. O imperador Dom Pedro II, no entanto, indicou o terceiro colocado na votação, Joaquim Vieira da Silva e Sousa.
Renunciou ao mandato de deputado geral em 1859, retornando para Alcântara.
O barão possuía grandes extensões de terras em Alcântara, Viana, Guimarães e São Bento.
Tinha grande rivalidade política com Carlos Fernando Ribeiro, posteriormente Barão de Grajaú, líder político do Partido Liberal no Maranhão.
Seu filho, José Francisco de Viveiros, foi líder do Partido Conservador após a morte do pai, além de deputado geral e vice-presidente da província.
Seu casarão hoje abriga o Museu Histórico de Alcântara.